# Cerqueira César (político)
José Alves de Cerqueira César (Guarulhos, 23 de maio de 1835 — São Paulo, 26 de julho de 1911) foi presidente interino do estado de São Paulo, governou de dezembro de 1891 a agosto de 1892.

## Carreira
Como grande parte dos governadores de São Paulo formou-se em direito pela Faculdade do Largo São Francisco, na turma de 1860, passando a atuar como promotor público na cidade de Itapetininga. Foi secretário e presidente do Partido Republicano Paulista e, em 1889, Inspetor do Tesouro do Estado. Foi presidente do Senado Estadual de São Paulo.
Eleito primeiro vice-presidente de São Paulo (1891-1892), substituiu Américo Brasiliense em períodos de licenciamento e após o titular abandonar o cargo, sob pressão dos políticos contrários a Deodoro da Fonseca, quando este renunciou.
Completou o mandato em 23 de agosto de 1892. Após restabelecer a ordem, Cerqueira César teve de enfrentar epidemias de febre amarela em vários pontos do estado, o que o levou a promover o saneamento de Santos e também da Capital, em apoio à obra da municipalidade, cujos investimentos eram insuficientes. Foi eleito senador da República mas, antes de assumir o cargo, renunciou. Faleceu na cidade de São Paulo em 1911, tendo sido seu corpo sepultado no Cemitério da Consolação.
É homenageado dando seu nome ao município de Cerqueira César e um distrito da cidade de São Paulo.